# Le Folgoët
Le Folgoët (prononcé localement [lə fɔlgwat] ; en breton Ar Folgoad) est une commune du département du Finistère, dans la région Bretagne, en France. Le nom vient du surnom donné à Salaün ar Foll, « le fou du bois » (Foll ar C'hoad), qui habitait le bois où se trouve actuellement la commune. Salaün est à l'origine d'une tradition qui a engagé la construction de la basilique. Peu après sa mort, en 1358, à l'âge de 48 ans, on découvrit un lys, prenant racine dans sa bouche, et sur lequel était écrit en lettres d'or Ave Maria.

## Géographie
La ville est limitrophe de la commune de Lesneven, et forme un même noyau urbain avec l'agglomération de Lesneven.
| Saint-Frégant Kernilis |            | Kernouës   |
| Lanarvily              | du Folgoët | Lesneven   |
| Le Drennec             |            | Ploudaniel |

### Hydrographie
Pour un article plus général, voir Réseau hydrographique du Finistère.
La commune est située dans le bassin Loire-Bretagne. Elle est drainée par l'aber Vrac'h, l'aber vrac'h et divers autres petits cours d'eau,.
L'Aber-Wrac'h, d'une longueur de 33 km, prend sa source dans la commune de Trémaouézan et se jette  dans la Manche entre les communes de Landéda et de Plouguerneau, après avoir traversé dix communes. 

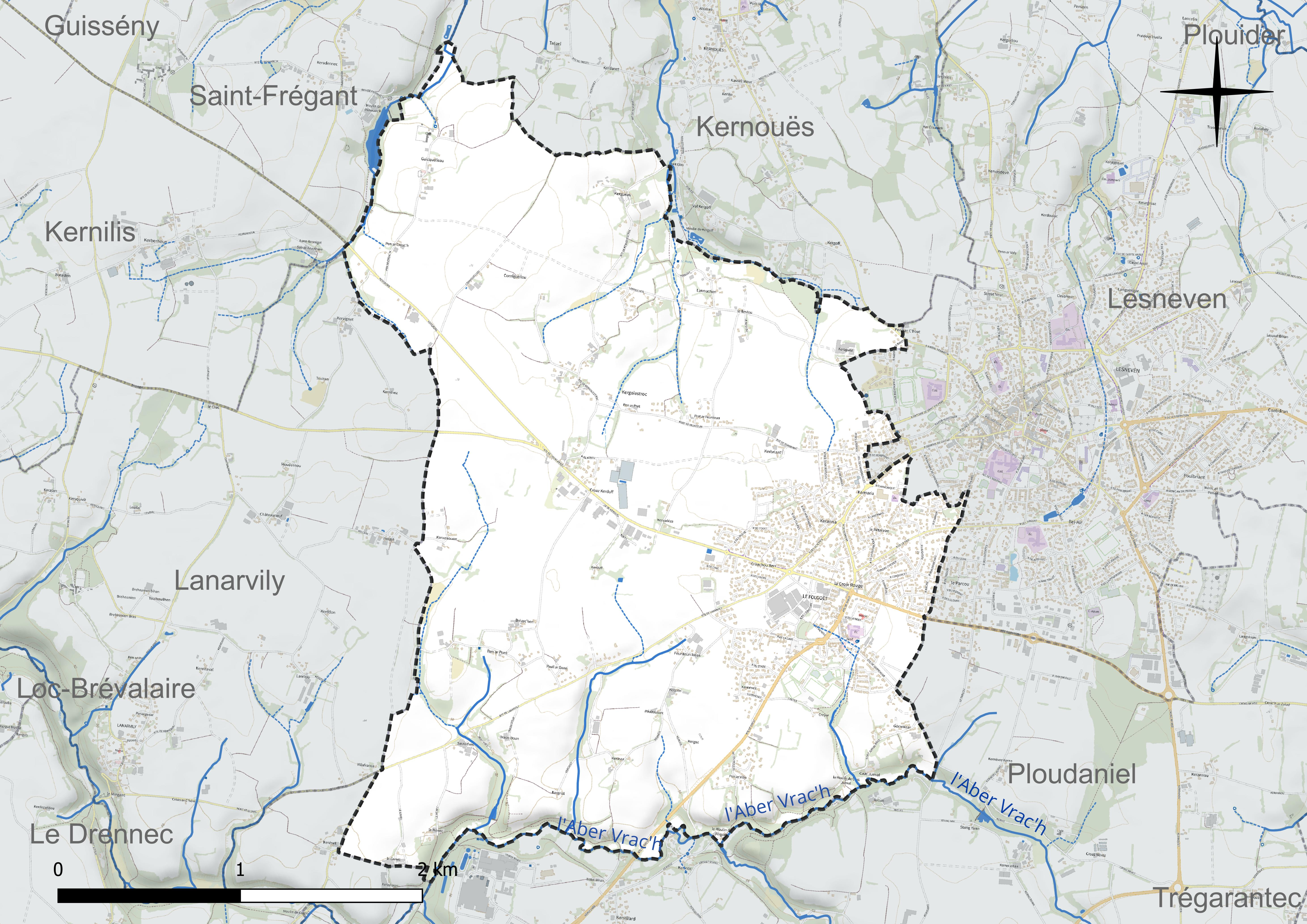
Réseau hydrographique du Folgoët.

### Climat
Pour des articles plus généraux, voir Climat de la Bretagne et Climat du Finistère.
En 2010, le climat de la commune est de type climat océanique franc, selon une étude du CNRS s'appuyant sur une série de données couvrant la période 1971-2000. En 2020, Météo-France publie une typologie des climats de la France métropolitaine dans laquelle la commune est exposée à un climat océanique et est dans la région climatique  Finistère nord, caractérisée par une pluviométrie élevée, des températures douces en hiver (6 °C), fraîches en été et des vents forts. Parallèlement l'observatoire de l'environnement en Bretagne publie en 2020 un zonage climatique de la région Bretagne, s'appuyant sur des données de Météo-France de 2009. La commune est, selon ce zonage, dans la zone « Monts d'Arrée », avec des hivers froids, peu de chaleurs et de fortes pluies.  
Pour la période 1971-2000, la température annuelle moyenne est de 11,5 °C, avec  une amplitude thermique annuelle de 9,8 °C. Le cumul annuel moyen de précipitations est de 1 054 mm, avec 16,9 jours de précipitations en janvier et 8,3 jours en juillet. Pour la période 1991-2020, la température moyenne annuelle observée sur la station météorologique la plus proche, située sur la commune de Ploudaniel à 3 km à vol d'oiseau, est de 11,6 °C et le cumul annuel moyen de précipitations est de 1 146,8 mm,. Pour l'avenir, les paramètres climatiques de la commune estimés pour 2050 selon différents scénarios d'émission de gaz à effet de serre sont consultables sur un site dédié publié par Météo-France en novembre 2022.

## Urbanisme

### Typologie
Au 1er janvier 2024, Le Folgoët est catégorisée ceinture urbaine, selon la nouvelle grille communale de densité à 7 niveaux définie par l'Insee en 2022.
Elle appartient à l'unité urbaine de Lesneven, une agglomération intra-départementale dont elle est une commune de la banlieue,. Par ailleurs la commune fait partie de l'aire d'attraction de Brest, dont elle est une commune de la couronne,. Cette aire, qui regroupe 68 communes, est catégorisée dans les aires de 200 000 à moins de 700 000 habitants,.

### Occupation des sols
L'occupation des sols de la commune, telle qu'elle ressort de la base de données européenne d'occupation biophysique des sols Corine Land Cover (CLC), est marquée par l'importance des territoires agricoles (74,1 % en 2018), en diminution par rapport à 1990 (77,4 %). La répartition détaillée en 2018 est la suivante :
terres arables (44,3 %), zones agricoles hétérogènes (26 %), zones urbanisées (19,7 %), prairies (3,8 %), forêts (3,5 %), zones industrielles ou commerciales et réseaux de communication (2,7 %). L'évolution de l'occupation des sols de la commune et de ses infrastructures peut être observée sur les différentes représentations cartographiques du territoire : la carte de Cassini (XVIIIe siècle), la carte d'état-major (1820-1866) et les cartes ou photos aériennes de l'IGN pour la période actuelle (1950 à aujourd'hui).

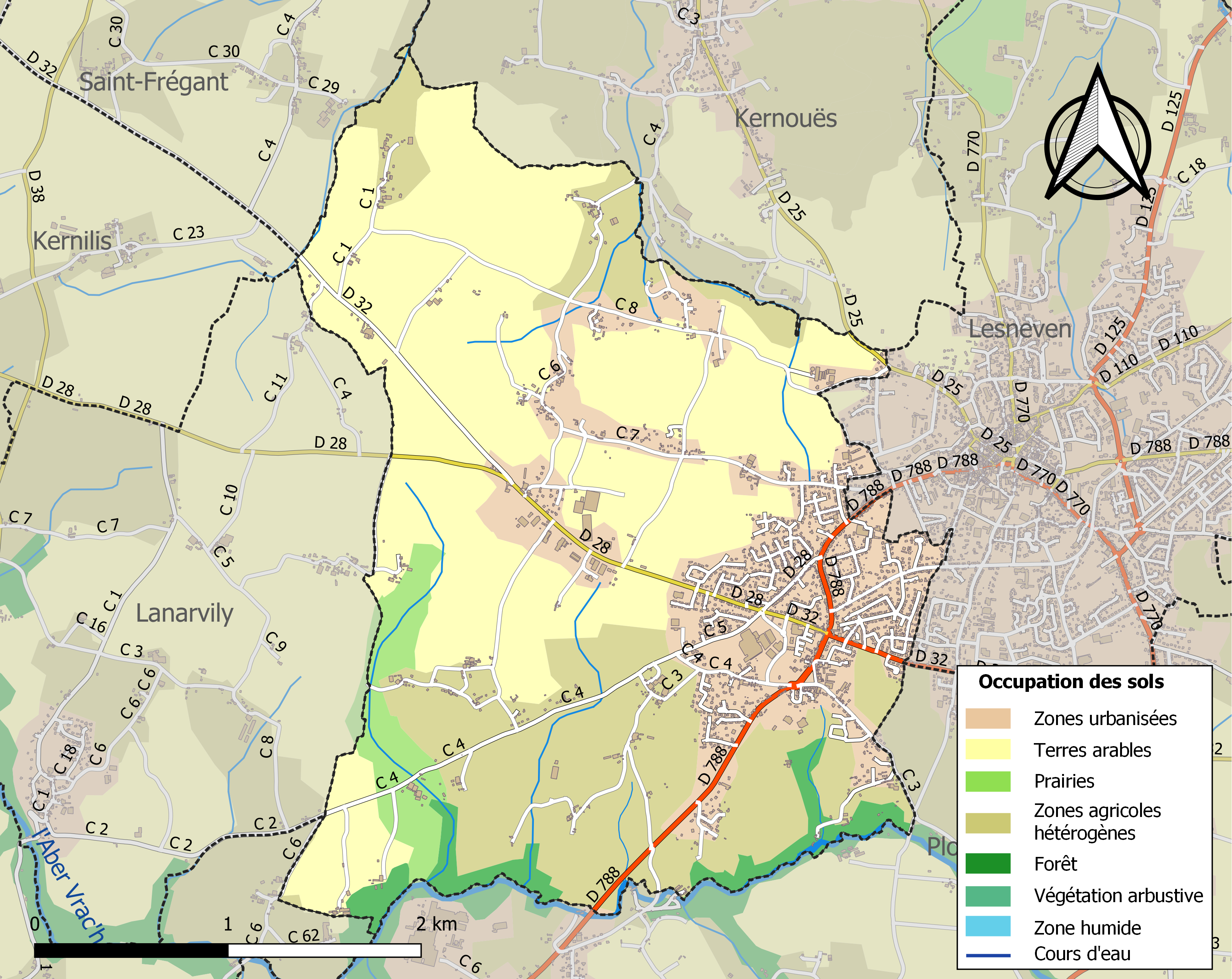
Carte des infrastructures et de l'occupation des sols de la commune en 2018 (CLC).

## Toponymie
Le nom de la localité est attesté sous les formes Folgouat, Folgoat et Folgoet en 1421, Folget en 1424 et 1433, Folguoat en 1438, Folgoët en 1510, Folgoet en 1516, Le Valgoet en 1630 et Le Follcoat en 1636.
Le Folgoët vient peut-être du breton foll (fou) ou du latin follis de même sens, et du breton koad (bois), et serait en lien avec l'histoire de Salaün ar Foll, dit « le fou du bois » (« Fol ar c'hoad » en breton),.
Attesté sous la forme bretonne Ar Folgoat.

## Histoire

### Origine
Le Folgoët appartenait à une paroisse dont le culte paroissial était situé jusqu'en 1839 en Guicquelleau, autrefois nommé Elestrec (l'église paroissiale ayant été détruite par la foudre vers 1530, le culte fut transféré dans la chapelle de Guicquelleau) et faisait partie de l'archidiaconé de Kemenet-Ily, relevant du diocèse de Léon, et était sous le vocable de saint Jacut. Cette paroisse est issue d'un démembrement de la paroisse primitive de Plouider.

### Moyen Âge
En 1364, pendant la guerre de Succession de Bretagne, Jean IV de Bretagne, dénommé aussi comme son père Jean de Montfort, fit le vœu, s'il l'emportait sur Charles de Blois, de faire construire un sanctuaire au Folgoët, là ou s'était produit le miracle de Salaün ar Foll. Tenant parole, la première pierre fut posée en 1365, mais les travaux traînèrent en longueur, en partie à cause des guerres incessantes, et Jean IV de Bretagne décéda en 1399. C'est son fils, le duc Jean V, qui acheva la chapelle en 1409 ; elle fut placée sous le vocable de Notre-Dame. Le sanctuaire, fut béni en 1419 et élevé au rang de collégiale en 1423 par l'évêque de Léon Alain de Kernazret, comme en témoigne une inscription en latin située sur le portail ouest de la chapelle. En 1427, le pape Martin V élève Notre-Dame-du-Folgoët (Basilica seu capella Beatae Mariae de Folgoat) au rang des basiliques mineures.
Très vite le sanctuaire devint un important lieu de pèlerinage : la duchesse Anne de Bretagne y vint à quatre reprises en 1491, 1494, 1499 et 1505 et François Ier en 1518. Plus tard, Anne d'Autriche y vint également et plusieurs rois de France firent des donations pour l'embellissement du sanctuaire.

#### Le grand atelier ducal du Folgoët
Un premier atelier ducal attaché à la collégiale du Folgoët a travaillé entre 1423 et 1509, réalisant notamment l'autel des Anges, les Anges des façades, le porche des Apôtres, le tympan du porche occidental et de nombreuses statues de la collégiale du Folgoët, mais aussi le porche sud de la cathédrale Saint-Corentin de Quimper, le calvaire et le porche de Notre-Dame-de-Rumengol, le porche sud de l'église de La Martyre, la chapelle Notre-Dame du Kreisker à Saint-Pol-de-Léon, le gisant de Sainte-Nonne dans l'enclos paroissial de Dirinon, le gisant de Jean de Kérouzéré dans l'église Saint-Pierre de Sibiril, plusieurs statues de l'abbaye Notre-Dame de Daoulas, des sculptures en ronde-bosse à Kernascléden, Saint-Fiacre du Faouët, Quimperlé, etc..
Un second atelier ducal, qui a fonctionné entre 1458 et 1509 a réalisé entre autres le porche sud de Saint-Herbot et le porche de l'église paroissiale Saint-Jean-Baptiste de Plourac'h.

#### Jehan Marec'h, l'«Attila de Lesneven»
Jehan Marec'h, seigneur qui habitait le manoir de Guicquelleau, fut célèbre pour ses actes de banditisme et surnommé pour cette raison l'« Attila de Lesneven ». Entre 1514 et 1527, il fit de nombreuses victimes, s'attaquant à des personnes de toutes conditions, gentilshommes, prêtres, roturiers. Il osa même attaquer la garde personnelle du roi François Ier lorsque celui-ci vint faire ses dévotions au Folgoët en 1518. Le 15 janvier 1527, il assassine son voisin et suzerain, le baron Henri III de Penmarc'h (en Saint-Frégant), qu'il tue d'un carreau d'arbalète et de 65 coups d'épée à la fin d'un banquet. Il est alors arrêté et condamné le 17 février 1527 à être décapité sur la place de la Cohue à Lesneven ; on lui coupa son bras droit, qui fut attaché à un poteau près des douves du château de Lesneven et sa tête fut piquée sur un pieu pour être exposée.
Le manoir de Guiquelleau, construit au XVe siècle, existe toujours (c'est une propriété privée non visitable) ; son colombier, parfaitement conservé, est visible par le grand public.
Une légende dorée, racontée par Jacques Cambry et reprise notamment par le Chevalier de Fréminville et Émile Souvestre, a inversé les rôles, faisant de Jehan Marec'h quasiment une victime d'Henri de Penmarc'h !

#### Les anciennes paroisses d'Élestrec et de Guiquelleau
Guiquelleau (ou Guicquelleau) est une ancienne paroisse, située à environ 4 km au nord du bourg actuel du Folgoët et qui, dans un premier temps, se nommait Élestrec, l'église paroissiale, dédiée à saint Jacut, se trouvant alors dans le hameau actuel de Lannuchen. Vers 1530, l'église paroissiale d'Élestrec est détruite par la foudre et le siège de la paroisse fut alors transféré dans la chapelle privée du manoir de Guiquelleau, dont la paroisse prit alors le nom, qu'elle conserva même après la construction vers 1620 d'une nouvelle église paroissiale dédiée à saint Vellé, dit aussi saint Quelleau. Celui-ci serait un ermite venu du Pays de Galles au Ve siècle ou au VIe siècle, faisant partie de ces nombreux saints bretons non reconnus officiellement par l'Église catholique, et qui aurait vécu dans le vallon voisin de Toulran. Cette église étant trop petite pour pouvoir accueillir tous les fidèles, en 1826, on décida le transfert du culte dans la basilique Notre-Dame-du-Folgoët, dont la paroisse prit le nom en 1829 (ordonnance royale du 23 août 1829).
Jean-Baptiste Ogée décrit ainsi la paroisse de Guiquelleau en 1778 :

« Guiquelleau, ou Ellestrec, à six lieues et demie à l'ouest-sud-ouest de Saint-Pol-de-Léon, son évêché, à 44 lieues de Rennes et à deux-tiers de lieue de Lesneven, sa subdélégation et son ressort. Cette paroisse, dont la cure est présentée par l'Évêque, compte 900 communiants. Le Roi en est le seigneur primitif et y possède plusieurs fiefs. Son territoire est fertile en grains de toutes espèces et embelli de coteaux entre lesquels sont de petites prairies ; les landes y sont rares. Le Folgoët est situé dans ce territoire. »

La chapelle Saint-Vellé ou chapelle de Guicqueleau, ancienne église paroissiale donc, subsiste : elle fut restaurée une première fois en 1834 et une seconde fois en 1986 par l'association Les Amis de Folgoët. Plusieurs membres de la famille Marec'h, seigneurs de Guiquelleau, y sont enterrés. La chapelle possède encore un maître-autel de style Louis XV avec des boules dorées ; un autre autel en pierre, autrefois décoré de roses et d'œillets ; des statues de sainte Marguerite et de saint Vellé posant sa main sur la tête d'un enfant (il est invoqué contre les maux de tête !). Un pardon y est à nouveau organisé le dernier dimanche de juin.
En 1944, les Allemands avaient installé dans la chapelle un petit hôpital d'une vingtaine de lits et des graffitis, certains licencieux, profanèrent les murs de la chapelle. Un "pardon de réconciliation" fut organisé le 24 juin 1944 par le recteur du Folgoët, Charles Guéguen, après le départ des Allemands.

### Époque moderne
À la fin du XVIe siècle, le sanctuaire était un pèlerinage très fréquenté, comptant alors plus de 1 400 fondations pieuses, c'est-à-dire des legs effectués par des personnes privées, le plus souvent pour que des cérémonies à leur intention soient faites régulièrement après leur mort.
Au début du XVIIIe siècle, le service paroissial de l'église d'Elestrec, détruite, est transféré dans la chapelle privée du manoir de Guicquelleau, sous le vocable de saint Vellé. Le nom de la paroisse d'Elestrec est donc changé en Guicquelleau.
En 1633, la basilique est endommagée par la foudre. En 1681, le roi Louis XIV transforme la collégiale en séminaire de la marine royale, mais ce dernier fut transféré à Brest en 1686. En 1708, un incendie aurait détruit une partie de la basilique à la suite de l'imprudence d'un ouvrier qui réparait les orgues.
En 1759, une ordonnance de Louis XV ordonne à la paroisse de Guiquello [Guicquelleau] de fournir 13 hommes et de payer 85 livres pour « la dépense annuelle de la garde-côte de Bretagne ».
En 1763, la collégiale du Folgoët est transformée en hôpital militaire, ce qui entraîne dévergondage et prostitution.
La foire du Folgoët était vers la fin du XVIIe siècle la deuxième plus importante du Léon après celle de La Martyre. Louis Béchameil de Nointel écrit qu'elle « commence pour les chevaux le 29 aoust et pour les autres marchandises le 3e septembre et qui dure jusqu'au 9e dudit mois de septembre, les mêmes marchands forains s'y trouvent et on y fait le même commerce qu'à La Martire ». Colbert de Croissy précise en 1665 qu'on y a compté jusqu'à 2 000 chevaux et que des marchands normands y viennent.

### Révolution française
En 1790, la paroisse de Guicquelleau est érigée en commune.
Pendant la Révolution française, l'église est saccagée (entre autres sa belle rose dite "Rose de Carman", ainsi que les autres vitraux ; les cloches sont enlevées, l'argenterie et l'orfèvrerie pillées) et vendue en 1791 à vil prix à un étranger, le citoyen Julien, pour la somme de 11 385 livres et 5 sols. L'acheteur revend l'édifice le 13 décembre 1794 à un fripier de Brest, dénommé Anquetil, originaire de Rouen. La basilique devient alors tour à tour : crèche, écurie, grange, caserne et Temple de la Déesse Raison. Elle ressemble à un champ de bataille écrit Jacques Cambry en 1795. Le citoyen Anquetil allait démolir l'édifice en 1808  pour en vendre les matériaux, mais l'église fut rendue au culte en 1810 et douze habitants, pauvres pour la plupart, se cotisèrent pour la racheter le 25 août 1829 au prix coûtant (12 000 francs) et en faire don à la commune de Guicquelleau.

### LeXIXesiècle

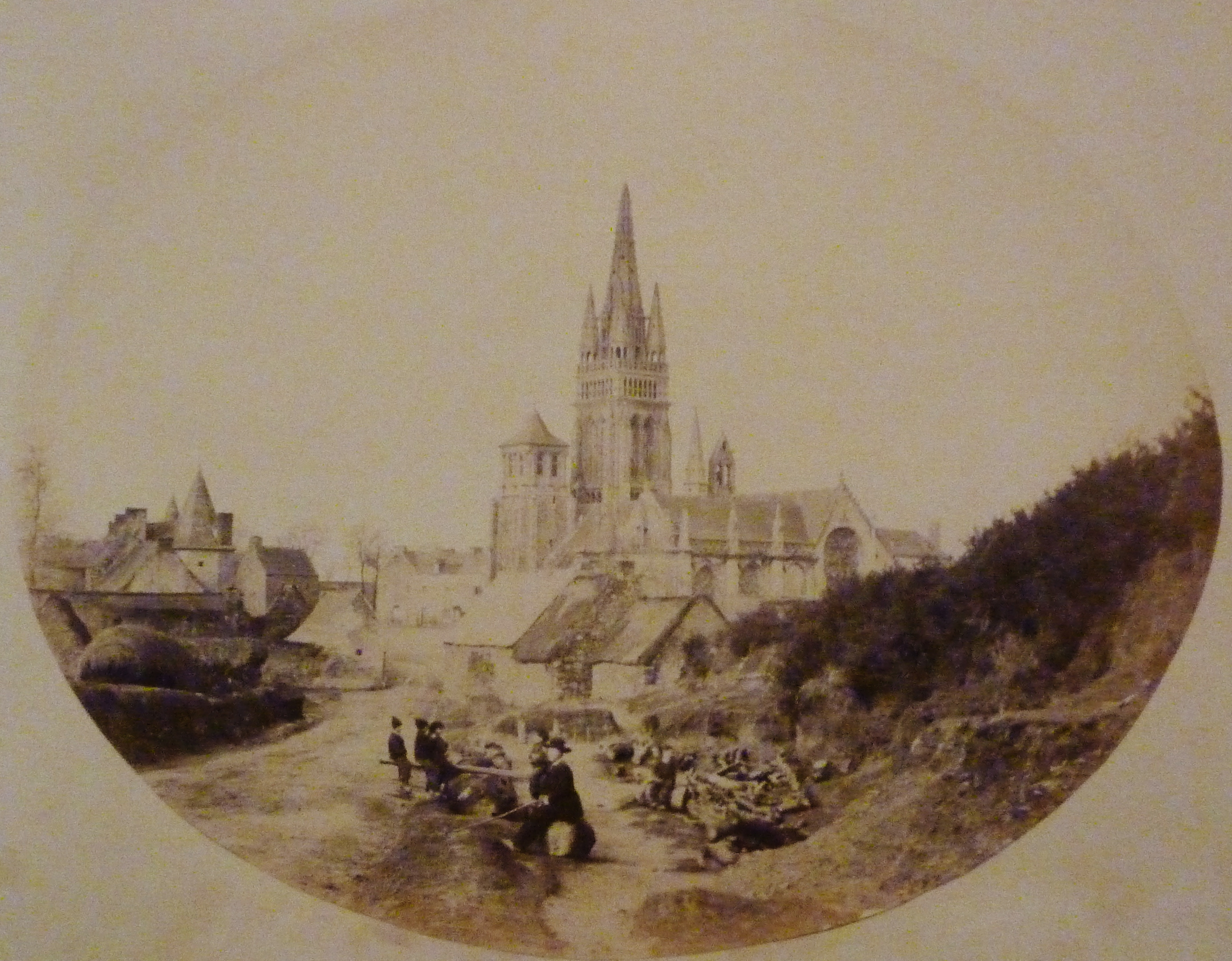
Vue générale du Folgoët vers 1870 (photo de Théophile Jaouen).

#### La création de la commune du Folgoët
Le culte de la paroisse de Guicquelleau est transféré en 1826 au Folgoët. Par une ordonnance royale en date du 23 août 1829, le chef-lieu de la commune est déplacé du bourg de Guicquelleau à celui du Folgoët. La commune prend dès lors le nom de Le Folgoët.
En 1878, les habitants de la section de Coat-Junval en Ploudaniel sollicitent leur annexion à la commune du Folgoët, qui le demande également. Le Conseil municipal de Ploudaniel et les plus imposés de la commune s'y opposent, mais le conseil général du Finistère donne un avis favorable. Le rattachement de cette section de Coat-Junval à la commune du Folgoët est officialisé par un décret du président de la République française daté du 30 avril 1879.

#### Le pèlerinage du Folgoët vers 1890
Le pèlerinage du Folgoët avait quasiment disparu depuis la fin du XVIIe siècle. C'est en 1873 qu'un premier grand pèlerinage y fut à nouveau organisé. En 1888, le pape Pie IX accorde le couronnement de la Vierge du Folgoët. Une foule estimée à 60 000 personnes (80 paroisses étaient représentées) assista à la cérémonie du 8 septembre 1888 fêtant ce couronnement présidée par Charles-Émile Freppel, évêque d'Angers et député du Finistère. Le grand vitrail de la chapelle sud de la basilique rappelle cet événement.
Jean Ajalbert décrit le pèlerinage du Folgoët dans un article publié en 1890 :

« Huit heures, les cloches sonnent. La foule se presse sur le chemin de Lesneven au Folgoët, à deux kilomètres, un chemin d'habitude à peu près désert, traversé seulement au retour des champs, au sortir des étables, d'une vieille poussant quelque vache lente du bout de sa quenouille, d'une gamine fustigeant un cochon, une colonne d'oies, et ce soir, empli, comble, d'une foule humaine. Des femmes surtout, en lignes détenant toute la largeur... Toutes vêtues de noir, une masse confuse, (...) où plonge la nuée des coiffes blanches (...) sur la route blanche de lune, d'une blancheur qui s'accroît bientôt, s'étend, pâle de l'illumination des bougies et des cierges (...). Des bougies, rien que des bougies, et des manières blanches aux murs tendus de draps blancs, et, sur la place, les tentes de toile de marchands de médailles et de cierges ; et, à perte du regard, comme une liliale floraison, sur le sombre des vêtements, la mourante blancheur des coiffes (...). Des enfants courent dans la foule, avec des bottes de cierges sur les bras, de tous les prix, de toutes les tailles. Aux boutiques, chacun se procure de grands cornets en papier, comme les enveloppes de bouquets, pour se préserver des taches. (...) La procession va sortir... Vite les cierges s'allument jusque dans les champs au loin, la campagne s'illumine (...). Et le cortège défile, dix mille dévôts, de Léon et de Cornouaille, et de partout, qui portent leurs cierges, il faut voir. »

### LeXXesiècle

#### Description du Folgoët et de son pèlerinage en 1902

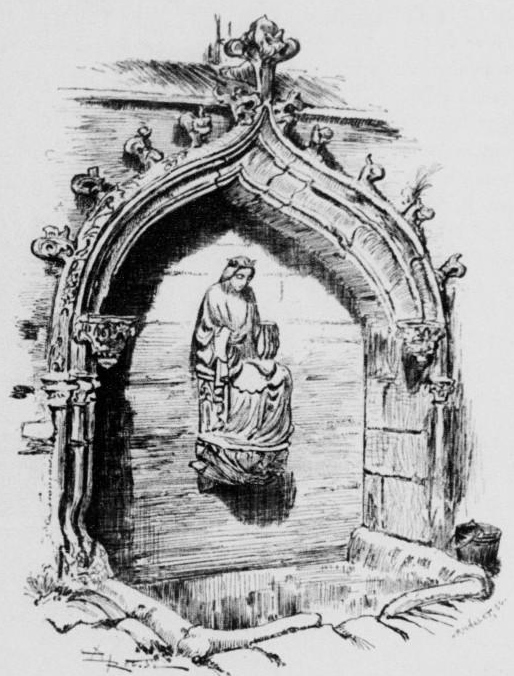
La fontaine du Folgoët vers 1900 (lithographie d'Albert Robida)

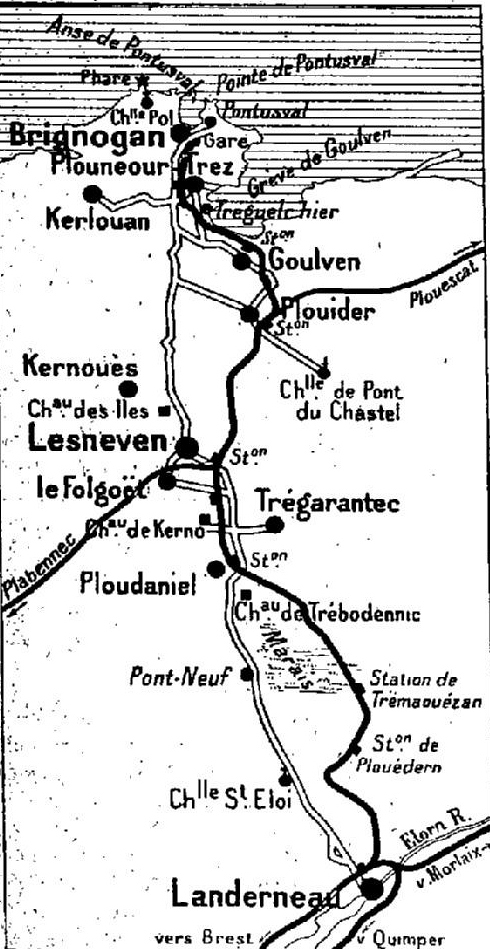
Le tracé de la voie ferrée allant de Landerneau à Brignogan via Le Folgoët

Albert Willm, militant laïque et socialiste, décrit dans le Journal du dimanche du 24 août 1902 la foi traditionnelle des Bretons des environs du Folgoët, le pèlerinage et ses origines, ainsi que l'enclavement de la région en raison des difficultés de transport avant la mise en service en 1894 du chemin de fer à voie étroite, ligne allant de Landerneau à Plounéour-Trez, dont une halte desservait Le Folgoët, prolongée jusqu'à Brignogan en 1901. Une seconde ligne ferroviaire desservant Le Folgoët (ligne Plabennec-Lesneven) ouvre en 1904. Les deux lignes ont fermé en 1946.
Le pèlerinage du 15 août 1902 sert aussi de lieu de protestation contre la fermeture des écoles privées congréganistes :

« Aujourd'hui a lieu un grand pèlerinage au Folgoët. Les paroisses de Ploudaniel, Saint-Méen, Lanarvily, Kernouës et Trégarantec sont arrivées avec le clergé, portant des croix et des bannières, et chantant des cantiques. Plus de 15 000 personnes sont réunies au Folgoët ; les maisons sont pavoisées. »

Un autre pèlerinage, dit "des écoles libres" est organisé le 21 septembre 1902, décrit ainsi dans le journal Le Temps  :

« Depuis ce matin, les communes arrivent en procession, précédées de croix, de bannières et du clergé chantant des cantiques en langue celtique. Plus de quarante communes sont représentées par les écoles de filles et de garçons et les familles. Plouguerneau est arrivé avec 4 000 personnes, Saint-Méen avec 500, Lesneven avec 2 000. (...) La foule est évaluée à 50 000 personnes et les enfants à 15 000. Le drapeau tricolore flotte au sommet des tours de la basilique. (...) Dans le bourg, de nombreux groupes crient : « Vive la liberté ! Vive les sœurs ! Vive la religion ! ». »

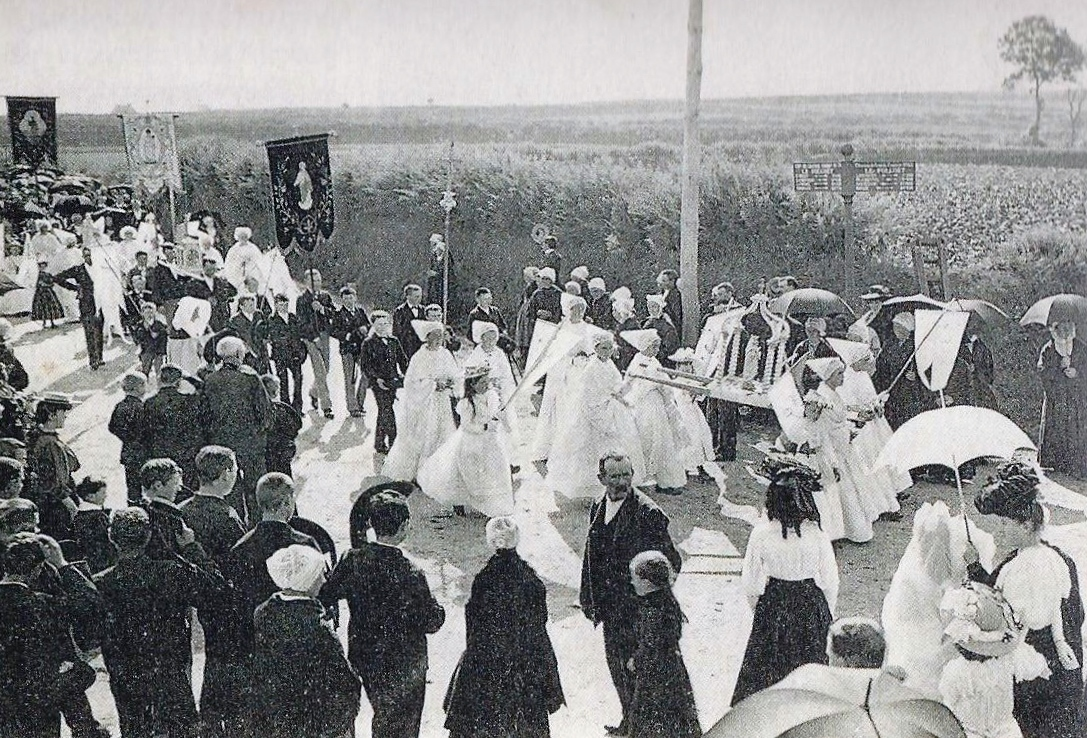
Une procession au Folgoët vers 1930
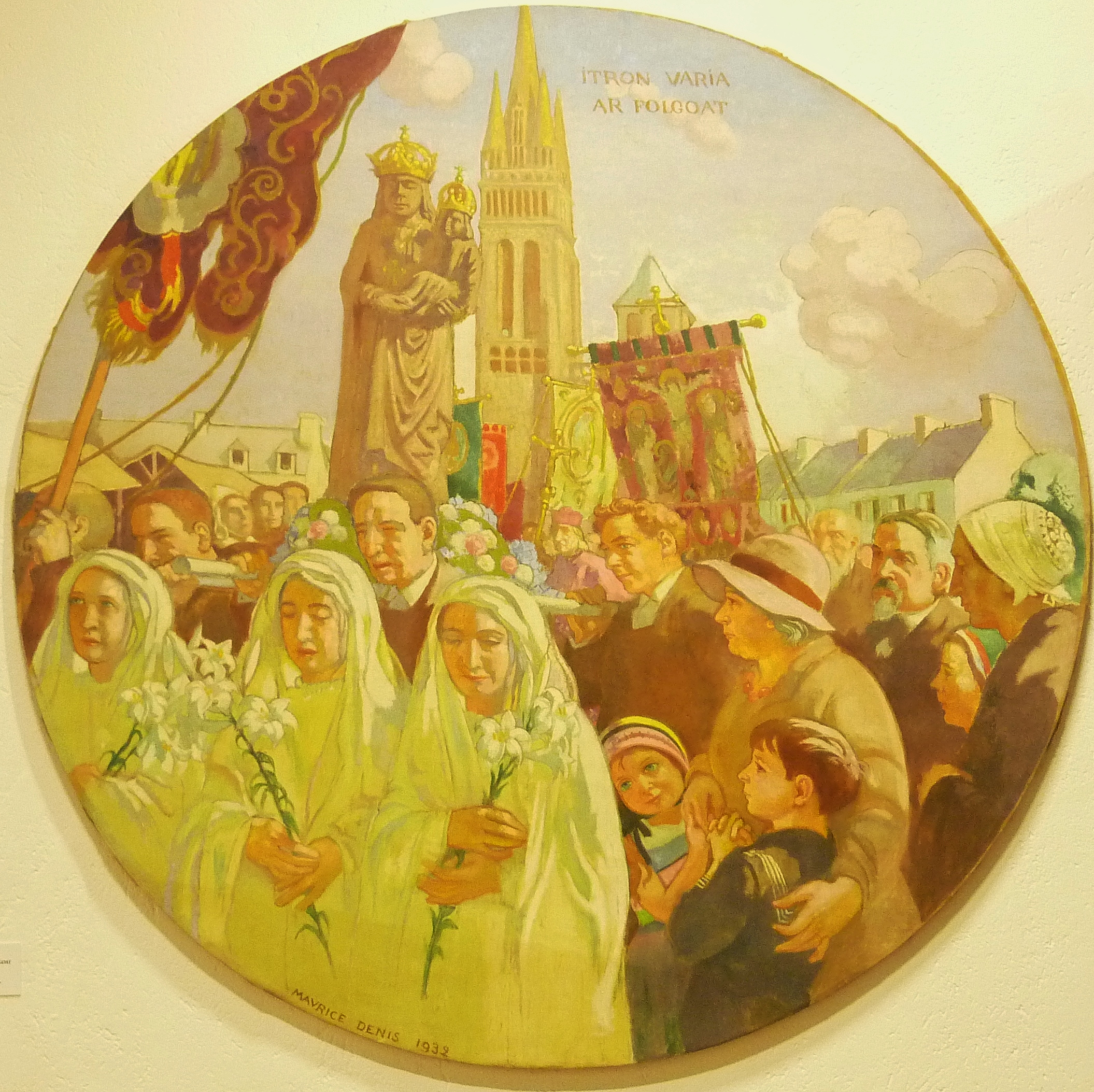
Maurice Denis : Itron Varia ar Folgoat ou Les lys du Folgoët (huile sur toile, 1932, musée des beaux-arts de Morlaix)

La chapelle des pardons, de style néo-gothique, est construite en 1911 par l'architecte Charles Chaussepied.

#### Les troubles liés à l'expulsion des sœurs en août 1902
En août 1902, la décision du gouvernement d'Émile Combes d'appliquer avec rigueur la loi du 1er juillet 1901 sur les associations, et en particulier l'expulsion des congrégations religieuses en vertu de la Loi sur les Congrégations entraîne des troubles importants dans de nombreuses communes, entre autres dans le Léon et plus particulièrement à Ploudaniel et au Folgoët, ainsi qu'à Saint-Méen. Les conseils municipaux de Ploudaniel, Le Folgoët et Saint-Méen votent à l'unanimité une protestation contre la fermeture des écoles congréganistes.
Le 4 août 1902, « Le tocsin sonnait au Folgoët. Les paysans, immédiatement, se réunirent sur la place. Les clairons sonnaient sur les routes. (…). L'école du Folgoët, que tiennent quelques religieuses, est la seule de la commune. Depuis quinze jours, les pauvres sœurs vivent dans une terrible anxiété, gardées par la population. (…) Infatigables, mais énervés par l'attente, les habitants restent sur place. Le soir arrivait à l'école une dépêche de la préfecture annonçant que l'école sera fermée ».
Le lundi 18 août 1902, dès que la troupe est annoncée, 10 000 personnes se rassemblent au bourg du Folgoët, l'entrée de l'école étant protégée par 300 à 400 hommes « le pen-baz haut levé ». L'amiral de Cuverville, sénateur du Finistère, prêche cependant la modération : les religieuses sortent de l'école sous les applaudissements.
A. Janne, journaliste au journal La Croix, décrit comme suit dans le « Bulletin des Congrégations », évidemment favorable aux manifestants, les troubles des 17 et 18 août 1902 liés à l'expulsion des sœurs en août 1902 à la suite de la loi sur les associations de 1901 :

« Le tocsin a sonné à 7 h ½ ; tout le monde est sur pied, on organise la résistance; des échelles sont appuyées contre le mur; hommes et femmes rentrent dans la cour de l'école : l'abbé Cozic, curé de Lesneven, récite le chapelet ; on chante le cantique "Notre-Dame-du-Folgoët". À onze heures, les soldats sont en vue ; des estafettes préviennent de leur arrivée ; les troupes se composent de deux compagnes d'infanterie coloniale, d'une brigade de gendarmerie à cheval et d'une brigade de gendarmes à pied ; deux commissaires de police descendent de voiture. Le vice-amiral de Cuverville, sénateur, proteste au nom de la liberté et des droits des pères de famille ; les paysans vont au-devant des troupes aux cris de : « Vivent les sœurs ! Vive la liberté ! ». Les trois sommations demeurent sans résultat. Les gendarmes chargent. Des corps à corps s'engagent ; des gendarmes sont désarçonnés, des paysans ont leurs vêtements déchirés ; il y  a des visages en sang. Reste un rempart humain qui protège l'entrée du couvent ; les commissaires parlementent avec les paysans, mais ces derniers sont décidés à ne pas reculer.Les gendarmes à pied veulent intervenir ; les paysans frappent les gendarmes et les soldats de leurs bâtons. Un commissaire reçoit un violent coup de poing dans la figure. Les sapeurs veulent ouvrir la porte à coups de pioches ; la porte résiste. Ils attaquent alors les murs ; quand la brèche est suffisamment grande, les commissaires et les gendarmes pénètrent dans l'école ; la foule se jette sur eux. Le capitaine de gendarmerie ordonne de charger. Les paysans ont jeté de l'eau sur les soldats aux cris de : « Vivent les sœurs ! Vive la liberté ! » Un manifestant qui avait renversé un gendarme a été arrêté, puis relâché. Les sœurs ont été expulsées à 2 heures. Les manifestants criaient : « Vive la liberté ! » Les sœurs sont allées prier à l'église, puis se sont retirées chez les principaux habitants. »

Ces mêmes événements sont jugés de façon diamétralement opposée par les partisans de la laïcité ; en témoigne par exemple cette charge violente écrite par Jean Cricq :

« La farce dangereuse et sinistre, montée par [les agitateurs catholiques : MM. de Mun, Gayraud, de Cuverville] à grand renfort de bolées de cidre et de verres d'eau-de-vie de pomme, dans le but de faire croire que la France, qui applaudissait en 1762 au renvoi des Jésuites par le Roi, s'indigne en 1902 de voir la République se débarrasser de congrégations insolentes, est en effet terminée. Ploudaniel, Le Folgoët et Saint-Méen, les trois dernières citadelles de l'obscurantisme, de ce Finistère encore soumis à la néfaste influence du clergé romain, ont enfin cédé. Les sœurs qui y tenaient garnison, au mépris, disons-le en passant, des ordres exprès de leurs supérieures conventuelles, se sont décidées à partir en criant : Vive l'armée ! (un cri qui eût sans doute un peu surpris le « Divin Maître » apôtre de douceur disant que « celui qui se sert de l'épée périra par l'épée »), tandis que leurs partisans inondaient cette même armée de boue et d'immondices et lui manifestaient leur respect en épierrant les officiers et les soldats chargés d'assurer force à la loi. »

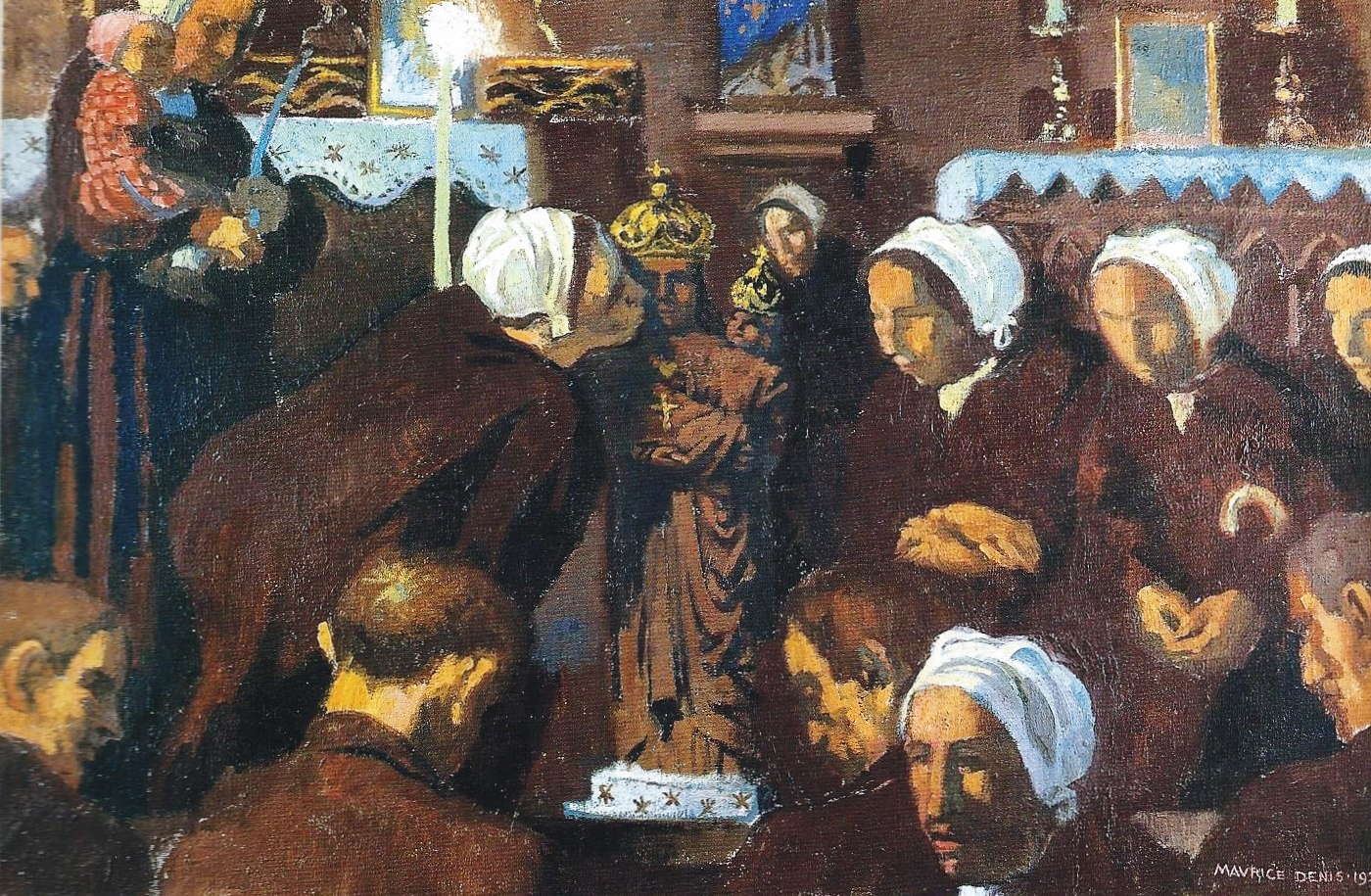
Maurice Denis : La Vierge du Folgoët (1930, musée des beaux-arts de Quimper).

Un autre regard très critique sur les mêmes événements est porté par Léon Robelin dans un article du Journal du dimanche du 24 août 1902 où l'auteur évoque aussi les opinions royalistes d'une bonne partie des manifestants. L'école libre, c'est-à-dire l'école privée catholique, du Folgoët, rouvrit en octobre 1902, mais avec des maîtresses laïques.
Les mesures anticléricales prises par le gouvernement, en particulier la loi sur les associations de 1901 provoquent le 21 septembre 1902, l'organisation d'un grand pèlerinage des écoles libres se déroule au Folgoët ; l'abbé Hameury, curé de Dirinon, y prononce un prêche en breton dans lequel il compare les sœurs des écoles à des « anges qui instruisent vos enfants pendant que vous êtes aux travaux des champs, et ce sont ces braves anges qu'aujourd'hui on jette dehors ». L'orateur se demande ensuite ce que vont devenir les enfants du peuple. Il dit que les pères de famille ont montré qu'ils sont prêts à défendre leur foi jusqu'à verser leur sang jusqu'à la mort. Il termine en disant d'avoir de la résignation et du courage.
La rentrée scolaire de septembre 1902 fut difficile : le journal « La Presse » indique qu'au Folgoët 222 enfants ne sont pas scolarisés, le temps de trouver des instituteurs civils pour remplacer les sœurs du Saint-Esprit.
En 1903, le curé du Folgoët, l'abbé J.-M. Le Gall, écrit : « Parmi [les enfants] de 12 ou 13 ans, quelques-uns peuvent employer le français usuel de la plus simple conversation ; sauf deux ou trois exceptions, ils sont incapables de comprendre le catéchisme en français ».

### La Première Guerre mondiale
Le monument aux morts du Folgoët porte les noms de 50 soldats morts pour la France pendant la Première Guerre mondiale ; parmi eux trois au moins sont des marins disparus en mer et un soldat (Emmanuel Roumier) est mort en Serbie. Jean Colin, prêtre originaire du Folgoët, tué à l'ennemi le 10 juin 1917 à Vailly (Aisne), fut décoré de la Médaille militaire et de la Croix de guerre avec étoile d'argent.

### L'entre-deux-guerres
En 1923, il y avait 4 élèves à l'école publique du Folgoët contre 77 garçons et 117 filles dans les deux écoles catholiques de la commune.
Le 8 décembre 1924, un meeting « de défense religieuse » rassembla 50 000 Léonards au Folgoët (une manifestation analogue avait eu lieu la veille à Quimper réunissant 20 000 personnes) pour manifester contre la politique menée par le gouvernement du Cartel des gauches.

### La Seconde Guerre mondiale
Deux aviateurs britanniques sont enterrés dans le carré militaire du cimetière communal : Alexander Stewart Macintyre et John Small, abattus à bord d'un typhoon par un Fw190 allemand lors d'une mission d'escorte de bombardiers vers l'aérodrome de Brest-Guipavas le 15 août 1943.

### Après la Seconde Guerre mondiale

#### L'immédiat après-guerre
En 1947, la commune du Folgoët cède un village à celle de Lesneven.

#### Le déclin du pardon
En 1946, plus de 50 000 fidèles assistent au pardon de Notre-Dame-du-Folgoët. Vers 1950, une cinquantaine de paroisses y sont encore représentées avec les bannières (mais elles étaient 107 en 1938). Dans la décennie 1960, la fréquentation du pardon commence à décliner ; en 2011, la foule est d'environ 15 000 personnes (dont bon nombre de touristes venus pour « dégustation esthétique d'un passé mort » selon la formule d'Yvon Tranvouez.

#### Le club des "Chevaliers de Notre-Dame-du-Folgoët"
En 1969 est créé le club de football des "Chevaliers de Notre-Dame-du-Folgoët". Un complexe sportif flambant neuf et en partie construit par des bénévoles est inauguré le 31 août 1975 par Fernand Sastre, alors président de la Fédération française de football

## Politique et administration

### Liste des maires
| Période                                  | Période   | Identité                 | Étiquette | Qualité                                                                                |
| ---------------------------------------- | --------- | ------------------------ | --------- | -------------------------------------------------------------------------------------- |
| Les données manquantes sont à compléter. |           |                          |           |                                                                                        |
| 1846                                     | 1857      | Christophe Roudaut       |           |                                                                                        |
| 1858                                     | 1860      | Noël Le Gall             |           |                                                                                        |
| 1860                                     | 1881      | Guillaume Le Rest        |           |                                                                                        |
| 1881                                     | 1892      | Gabriel Le Saout         |           |                                                                                        |
| 1892                                     | 1927      | Louis-Marie Bihan-Poudec | Cons.     | Conseiller général de Lesneven (1919 → 1928) Conseiller d'arrondissement (1889 → 1919) |
| 1929                                     | 1942      | Jean-Marie Inizan        |           |                                                                                        |
| janvier 1944                             | mars 1965 | Michel Patinec           |           |                                                                                        |
| mars 1965                                | mars 1989 | Auguste Le Got           |           |                                                                                        |
| mars 1989                                | juin 1995 | Sébastien Bodennec       |           | Agriculteur retraité                                                                   |
| juin 1995                                | mars 2001 | Aimé Simon               | DVD       | Retraité DCN                                                                           |
| mars 2001                                | mai 2020  | Bernard Tanguy           | DVD       | Fonctionnaire Président de la Communauté Lesneven Côte des Légendes (2014 → 2020)      |
| mai 2020                                 | En cours  | Pascal Kerboul,          |           | Maraîcher-serriste                                                                     |

## Population et société

### Démographie
L'évolution du nombre d'habitants est connue à travers les recensements de la population effectués dans la commune depuis 1793. Pour les communes de moins de 10 000 habitants, une enquête de recensement portant sur toute la population est réalisée tous les cinq ans, les populations de référence des années intermédiaires étant quant à elles estimées par interpolation ou extrapolation. Pour la commune, le premier recensement exhaustif entrant dans le cadre du nouveau dispositif a été réalisé en 2007.

En 2022, la commune comptait 3 290 habitants, en évolution de +3,72 % par rapport à 2016 (Finistère : +2,16 %, France hors Mayotte : +2,11 %).
| 1793 | 1800 | 1806 | 1821 | 1831 | 1836 | 1841 | 1846 | 1851 |
| ---- | ---- | ---- | ---- | ---- | ---- | ---- | ---- | ---- |
| 732  | 575  | 755  | 759  | 774  | 872  | 886  | 605  | 922  |

| 1856 | 1861 | 1866 | 1872 | 1876 | 1881 | 1886  | 1891  | 1896  |
| ---- | ---- | ---- | ---- | ---- | ---- | ----- | ----- | ----- |
| 923  | 896  | 859  | 860  | 911  | 971  | 1 079 | 1 079 | 1 036 |

| 1901 | 1906  | 1911  | 1921  | 1926  | 1931  | 1936  | 1946  | 1954  |
| ---- | ----- | ----- | ----- | ----- | ----- | ----- | ----- | ----- |
| 984  | 1 023 | 1 138 | 1 180 | 1 148 | 1 149 | 1 172 | 1 304 | 1 196 |

| 1962  | 1968  | 1975  | 1982  | 1990  | 1999  | 2006  | 2007  | 2012  |
| ----- | ----- | ----- | ----- | ----- | ----- | ----- | ----- | ----- |
| 1 309 | 1 459 | 2 220 | 2 816 | 3 094 | 3 110 | 3 045 | 3 037 | 3 147 |

| 2017  | 2022  | - | - | - | - | - | - | - |
| ----- | ----- | - | - | - | - | - | - | - |
| 3 187 | 3 290 | - | - | - | - | - | - | - |

### Manifestations culturelles et festivités
Un pardon a lieu à la basilique du Folgoët chaque année le premier dimanche de septembre.
Les paroisses environnantes, avec leur croix et bannières, portées par les fidèles en costume de fête, participent à la grande procession du dimanche après-midi. À cette occasion, les deux statues de la Vierge Marie du Folgoët sont portées en procession, celle en bois le samedi et celle en Kersanton le dimanche. Cette dernière couramment appelée la Vierge Noire, à cause de sa couleur, est couronnée et drapée d'une cape bleue.
Le grand pardon accueille 20 000 fidèles lors des différents temps de rencontre du samedi et du dimanche. Les cérémonies proposées restent dans la tradition de la pratique du pardon telle qu'elle est connue depuis des siècles.

## Culture locale et patrimoine

### Lieux et monuments
- La basilique, très riche par son architecture et sa statuaire, possède un des très rares jubés de France.

La basilique Notre-Dame du Folgoët fait l'objet d'un classement au titre des monuments historiques par la liste de 1840.
En entrant dans l'imposante bâtisse, c'est l'émerveillement devant le magnifique jubé, une pièce unique en Bretagne. Le jubé, le seul en pierre de Kersanton en Bretagne, est le joyau de la basilique. Cette merveille de légèreté est une véritable dentelle de pierre aux motifs les plus variés : feuilles, fleurs, insectes, petits animaux...
Tribune placée à la séparation de la nef et du chœur permettant la lecture des évangiles, le jubé a pour origine l'expression latine : « jube, domine, benedicere » (Maître veuillez me bénir) utilisée autrefois en introduction à la proclamation de l'Épître et de l'Évangile.
Le Kersanton ou kersantite, la pierre statuaire a donc été utilisée pour la première fois au Folgoët. Cette roche, unique au monde, tire son nom d'un toponyme, le hameau de Kersanton à Loperhet. Cette roche magmatique n'est pas un granite (elle n'a pas de quartz) mais un lamprophyre riche en biotite (mica) qui lui confère sa teinte noire caractéristique.
Son histoire, intimement liée à celle du patrimoine religieux breton, débute avec la construction de l'abbaye de Daoulas au XIIe siècle et prend son essor au XIVe siècle avec le chantier de la basilique du Folgoët.
La kersantite est une pierre de prédilection pour les sculpteurs, elle est « tendre et dure à la fois, très agréable à travailler, son grain fin et serré en fait une formidable matière ».
- La chapelle de Gicqueleau.

### Le musée de la basilique et de la piété populaire
Pour comprendre l'histoire de la basilique, rien de tel qu'une visite au musée tout proche. Ouvert en juin 2008, après des travaux de modernisation, c'est un tout nouveau centre d'interprétation qui propose un retour dans le passé. Des images d'archives du pardon associées aux plus belles pièces d'art sacré témoignent de la ferveur religieuse des Léonards, à nulle autre pareille.

### Terre d'hortensias
L'un des sept jardins de Terre d'hortensias se trouve à la chapelle de Gicqueleau au Folgoët. Plus que de simples fleurissements, Terre d'hortensias présente en sept jardins une découverte thématique de 50 variétés d'hortensias.

### Personnalités liées à la commune
- Charles-Émile Freppel, député du Finistère.

### Héraldique
| Armes du Folgoët | Les armes du Folgoët se blasonnent ainsi : D'azur à un lys au naturel accompagné de trois quintefeuilles d'or, au chef d'argent chargé de cinq mouchetures d'hermine de sable. |